# Europees kampioenschap voetbal onder 21 - 1988
Aan het Europees kampioenschap voetbal onder 21 van 1988 (kortweg EK voetbal -21) deden 30 teams mee. Het toernooi werd inclusief de kwalificatiewedstrijden tussen 1986 en 1988 gehouden. Er was bij deze editie geen sprake van een eindtoernooi dat in een land werd gehouden. Ierland deed voor de eerste keer mee. Het toernooi werd gewonnen door Frankrijk.
De 30 teams werden verdeeld in zes groepen van vier en twee van drie. De groepswinnaars stroomden door naar de kwartfinale.

## Kwalificatiefase
| Kwalificatiegroep 1 | Kwalificatiegroep 1 | Wed | W | G | V | DV | DT | Ptn |
| ------------------- | ------------------- | --- | - | - | - | -- | -- | --- |
| 1                   | Spanje              | 6   | 4 | 2 | 0 | 9  | 1  | 10  |
| 2                   | Roemenië            | 6   | 3 | 0 | 3 | 7  | 7  | 6   |
| 3                   | Oostenrijk          | 6   | 2 | 2 | 2 | 5  | 7  | 6   |
| 4                   | Albanië             | 6   | 0 | 2 | 4 | 4  | 10 | 2   |

| - Roemenië 1-0 Oostenrijk - Oostenrijk 1-0 Albanië - Spanje 1-0 Roemenië - Albanië 0-0 Spanje - Roemenië 3-2 Albanië - Oostenrijk 1-1 Spanje | - Albanië 1-1 Oostenrijk - Roemenië 0-1 Spanje - Spanje 3-0 Oostenrijk - Albanië 1-2 Roemenië - Oostenrijk 2-1 Roemenië - Spanje 3-0 Albanië |

| Kwalificatiegroep 2 | Kwalificatiegroep 2 | Wed | W | G | V | DV | DT | Ptn |
| ------------------- | ------------------- | --- | - | - | - | -- | -- | --- |
| 1                   | Italië              | 6   | 3 | 3 | 0 | 14 | 4  | 6   |
| 2                   | Zweden              | 6   | 1 | 4 | 1 | 6  | 6  | 6   |
| 3                   | Zwitserland         | 6   | 1 | 3 | 2 | 4  | 7  | 5   |
| 4                   | Portugal            | 6   | 2 | 0 | 4 | 8  | 15 | 4   |

| - Zweden 0-0 Zwitserland - Portugal 2-0 Zweden - Zwitserland 3-1 Portugal - Italië 1-1 Zwitserland - Portugal 1-2 Italië - Zweden 2-2 Italië | - Zwitserland 0-0 Zweden - Zweden 4-2 Portugal - Zwitserland 0-3 Italië - Portugal 2-0 Zwitserland - Italië 0-0 Zweden - Italië 6-0 Portugal |

| Kwalificatiegroep 3 | Kwalificatiegroep 3 | Wed | W | G | V | DV | DT | Ptn |
| ------------------- | ------------------- | --- | - | - | - | -- | -- | --- |
| 1                   | Frankrijk           | 6   | 3 | 2 | 1 | 8  | 6  | 8   |
| 2                   | Oost-Duitsland      | 6   | 2 | 3 | 1 | 10 | 6  | 7   |
| 3                   | Sovjet-Unie         | 6   | 3 | 0 | 3 | 7  | 9  | 6   |
| 4                   | Noorwegen           | 6   | 0 | 3 | 3 | 3  | 7  | 3   |

| - Noorwegen 0-0 Oost-Duitsland - Frankrijk 2-1 Sovjet-Unie - Sovjet-Unie 1-0 Noorwegen - Oost-Duitsland 1-0 Frankrijk - Sovjet-Unie 2-1 Oost-Duitsland - Noorwegen 0-2 Sovjet-Unie | - Noorwegen 1-2 Frankrijk - Sovjet-Unie 0-1 Frankrijk - Oost-Duitsland 5-1 Sovjet-Unie - Frankrijk 1-1 Noorwegen - Oost-Duitsland 1-1 Noorwegen - Frankrijk 2-2 Oost-Duitsland |

| Kwalificatiegroep 4 | Kwalificatiegroep 4 | Wed | W | G | V | DV | DT | Ptn |
| ------------------- | ------------------- | --- | - | - | - | -- | -- | --- |
| 1                   | Engeland            | 4   | 1 | 3 | 0 | 7  | 3  | 5   |
| 2                   | Turkije             | 4   | 1 | 2 | 1 | 4  | 6  | 4   |
| 3                   | Joegoslavië         | 4   | 1 | 1 | 2 | 7  | 9  | 3   |

| - Joegoslavië 3-0 Turkije - Engeland 1-1 Joegoslavië - Turkije 0-0 Engeland | - Engeland 1-1 Turkije - Joegoslavië 1-5 Engeland - Turkije 3-2 Joegoslavië |

| Kwalificatiegroep 5 | Kwalificatiegroep 5 | Wed | W | G | V | DV | DT | Ptn |
| ------------------- | ------------------- | --- | - | - | - | -- | -- | --- |
| 1                   | Griekenland         | 6   | 4 | 1 | 1 | 15 | 5  | 9   |
| 2                   | Hongarije           | 6   | 3 | 1 | 2 | 12 | 7  | 7   |
| 3                   | Polen               | 6   | 3 | 0 | 3 | 5  | 6  | 6   |
| 4                   | Cyprus              | 6   | 1 | 0 | 5 | 4  | 18 | 2   |

| - Polen 1-0 Griekenland - Griekenland 2-1 Hongarije - Cyprus 0-4 Griekenland - Griekenland 5-1 Cyprus - Cyprus 2-1 Hongarije - Polen 3-0 Cyprus | - Griekenland 2-0 Polen - Hongarije 3-0 Polen - Polen 0-1 Hongarije - Hongarije 2-2 Griekenland - Cyprus 0-1 Polen - Hongarije 4-1 Cyprus |

| Kwalificatiegroep 6 | Kwalificatiegroep 6 | Wed | W | G | V | DV | DT | Ptn |
| ------------------- | ------------------- | --- | - | - | - | -- | -- | --- |
| 1                   | Tsjecho-Slowakije   | 6   | 3 | 2 | 1 | 14 | 8  | 8   |
| 2                   | Denemarken          | 6   | 2 | 2 | 2 | 7  | 6  | 6   |
| 3                   | Finland             | 6   | 2 | 1 | 3 | 8  | 11 | 5   |
| 4                   | IJsland             | 6   | 1 | 3 | 2 | 9  | 13 | 5   |

| - Finland 2-0 IJsland - IJsland 0-4 Tsjecho-Slowakije - Tsjecho-Slowakije 2-0 Finland - Denemarken 4-1 Finland - Tsjecho-Slowakije 1-1 Denemarken - Finland 0-1 Denemarken | - Denemarken 0-1 Tsjecho-Slowakije - IJsland 0-0 Denemarken - IJsland 2-2 Finland - Denemarken 1-3 IJsland - Finland 3-2 Tsjecho-Slowakije - Tsjecho-Slowakije 4-4 IJsland |

| Kwalificatiegroep 7 | Kwalificatiegroep 7 | Wed | W | G | V | DV | DT | Ptn |
| ------------------- | ------------------- | --- | - | - | - | -- | -- | --- |
| 1                   | Schotland           | 4   | 3 | 1 | 0 | 7  | 2  | 7   |
| 2                   | België              | 4   | 0 | 3 | 1 | 1  | 2  | 3   |
| 3                   | Ierland             | 4   | 0 | 2 | 2 | 3  | 7  | 2   |

| - België 0-0 R. Ierland - Ierland 1-2 Schotland - Schotland 4-1 Ierland | - België 0-0 Schotland - Ierland 1-1 België - Schotland 1-0 België |

| Kwalificatiegroep 8 | Kwalificatiegroep 8 | Wed | W | G | V | DV | DT | Ptn |
| ------------------- | ------------------- | --- | - | - | - | -- | -- | --- |
| 1                   | Nederland           | 6   | 5 | 0 | 1 | 12 | 5  | 10  |
| 2                   | Bulgarije           | 6   | 4 | 0 | 2 | 8  | 7  | 8   |
| 3                   | West-Duitsland      | 6   | 3 | 0 | 3 | 12 | 9  | 6   |
| 4                   | Luxemburg           | 6   | 0 | 0 | 6 | 2  | 13 | 0   |

| - West-Duitsland 2-0 Bulgarije - Bulgarije 1-0 Nederland - Luxemburg 0-2 Nederland - West-Duitsland 4-1 Luxemburg - Bulgarije 1-0 Luxemburg - Nederland 3-1 West-Duitsland | - Luxemburg 0-1 Bulgarije - Nederland 1-0 Luxemburg - Luxemburg 1-4 West-Duitsland - West-Duitsland 0-2 Nederland - Bulgarije 2-1 West-Duitsland - Nederland 4-3 Bulgarije |

## Knock-outfase
| Kwartfinales - Schotland 0-1 Engeland - Engeland 1-0 Schotland Engeland won in totaal met 2-0 - Griekenland 1-1 Tsjecho-Slowakije - Tsjecho-Slowakije 2-2 Griekenland in totaal werd het 3-3 en Griekenland won op uitdoelpunten - Frankrijk 2-1 Italië - Italië 2-2 Frankrijk Frankrijk won in totaal met 4-3 - Nederland 2-1 Spanje - Spanje 0-1 Nederland Nederland won in totaal met 3-1 |  | Halve finales - Griekenland 5-0 Nederland - Nederland 2-0 Griekenland Griekenland won in totaal met 5-2 - Frankrijk 4-2 Engeland - Engeland 2-2 Frankrijk Frankrijk won in totaal met 6-4 |  | Finale - Griekenland 0-0 Frankrijk - Frankrijk 3-0 Griekenland Frankrijk won in totaal met 3-0 Frankrijk werd kampioen |